# マヌエル・マルランダ
マヌエル・マルランダ（Manuel Marulanda Vélez本名ペドロ・アントニオ・マリン
（Pedro Antonio Marin）、1930年5月12日 - 2008年3月26日）はコロンビアの左翼ゲリラ「コロンビア革命軍（FARC）」の最高幹部。
キンディオ県生まれ。1950年、コロンビアの朝鮮戦争参戦に反対して警察に拷問死させられたクンディナマルカ労働者連盟書記長“エル・ネグロ”マルランダの遺志を継ぎ、トリマ州エル・ダビスの共産党活動家だったマリンはマルランダを名乗った。自由党員出身で、1953年、共産党に入党。1960年代よりFARCで政府との戦闘に参加するようになった。
農民出身ではなく、公共事業省に勤務経験のある爆破専門の技師だった。射撃の名手であり「Tirofijoティロフィホ（百発百中）のマルランダ」の異名を持つが、当人はその名で呼ばれることを嫌っていたという。
2008年5月24日、コロンビア政府はマルランダが死亡したと発表した。